# 邦牙宣慰司
邦牙等處宣慰司都元帥府并總管府，元顺帝至元四年十二月戊戌（1339年1月18日）置邦牙宣慰司於蒲甘緬王城，至正二年六月乙丑（1342年7月28日）廢。